# اینتی-ایلیمانی
اینتی-ایلیمانی (اسپانیایی: Inti-Illimani‎) که «اینتی-ای‌ییمانی» (تلفظ اسپانیایی: [in.ti.ji. ˈma.ni]) و «اینتی-ایجیمانی» هم تلفظ می‌شود، نام یک گروه موسیقی فولکلور شیلیایی است که در سال ۱۹۶۷ میلادی توسط تعدادی دانشجو پایه‌گذاری شد.
یکی از ترانه‌های این گروه موسوم به «ما پیروز خواهیم شد!» (Venceremos) مبدل به سرودِ رسمیِ دولتِ «اتحاد خلق» در دوران سالوادور آلنده شد. زمانی که کودتای ۱۹۷۳ شیلی به وقوع پیوست، آنها در اروپا مشغول اجرای کنسرت بودند و دیگر نتوانستند به شیلی بازگردند. در دوران اقامت اجباری در اروپا، موسیقی فولکوریک و محلی این گروه، از موسیقی باروک تأثیر پذیرفت و نوع جدیدی از موسیقی ملل را پدیدآورد.
نام این گروه موسیقی، به معنای «خورشید ایلیمانی» است. در زبان آیمارا، «ایلیمانی» (Illimani) بلندترین قله در رشته‌کوه‌های آند در کشور بولیوی است.
اینتی-ایلیمانی یکی از تأثیرگذارترین اعضای جنبش و سبک موسیقیِ موسوم به «ترانه‌سرایی نوین» شیلی محسوب می‌شود.